# Indigofera pulchra
Indigofera pulchra är en ärtväxtart som beskrevs av Carl Ludwig von Willdenow. Indigofera pulchra ingår i släktet indigosläktet, och familjen ärtväxter. Inga underarter finns listade i Catalogue of Life.